# Amadeu de Lausana
Amadeu de Lausana (Castell de Chatte, Delfinat, avui Val-d'Isère, 21 de gener de 1110 - Lausana, Suïssa, 27 d'agost de 1159) fou un monjo cistercenc, bisbe de Lausana. És venerat com a sant per l'Església Catòlica.

## Biografia
Amadeu era fill d'Amadeu I de Clermont (de la dinastia de Clermont-Tonnerre), senyor d'Hauterive, i de Peronella de Borgonya; per part de mare, era parent de Conrad III d'Alemanya i de Frederic Barbaroja, emperador del Sacre Imperi Romanogermànic. El seu pare ingressà en 1119 amb setze cavallers al monestir cluniacenc de Bonnevaux; al grup hi havia el petit Amadeu, però l'abat no l'acceptà per la seva joventut. En 1121, Amadeu de Clermont deixà Bonnevaux i portà al seu fill a l'Abadia de Cluny, on els dos foren acollits, i poc després, el petit Amadeu fou enviat a la cort d'Enric V del Sacre Imperi Romanogermànic, on fou educat.
Quan l'emperador morí en 1125, Amadeu renuncià a la vida cortesana i es retirà a l'abadia de Claravall, llavors dirigida per Bernat de Claravall, i s'hi feu monjo cistercenc. En 1139, Bernat l'envià com a abat a l'abadia d'Hautecombe (Savoia); la governà amb encert, de manera que fou anomenat el Savi de Savoia. Fou elegit bisbe de Lausana pel poble i el clergat. Amadeu, però, refusà el càrrec fins que el papa l'ordenà que l'acceptés.

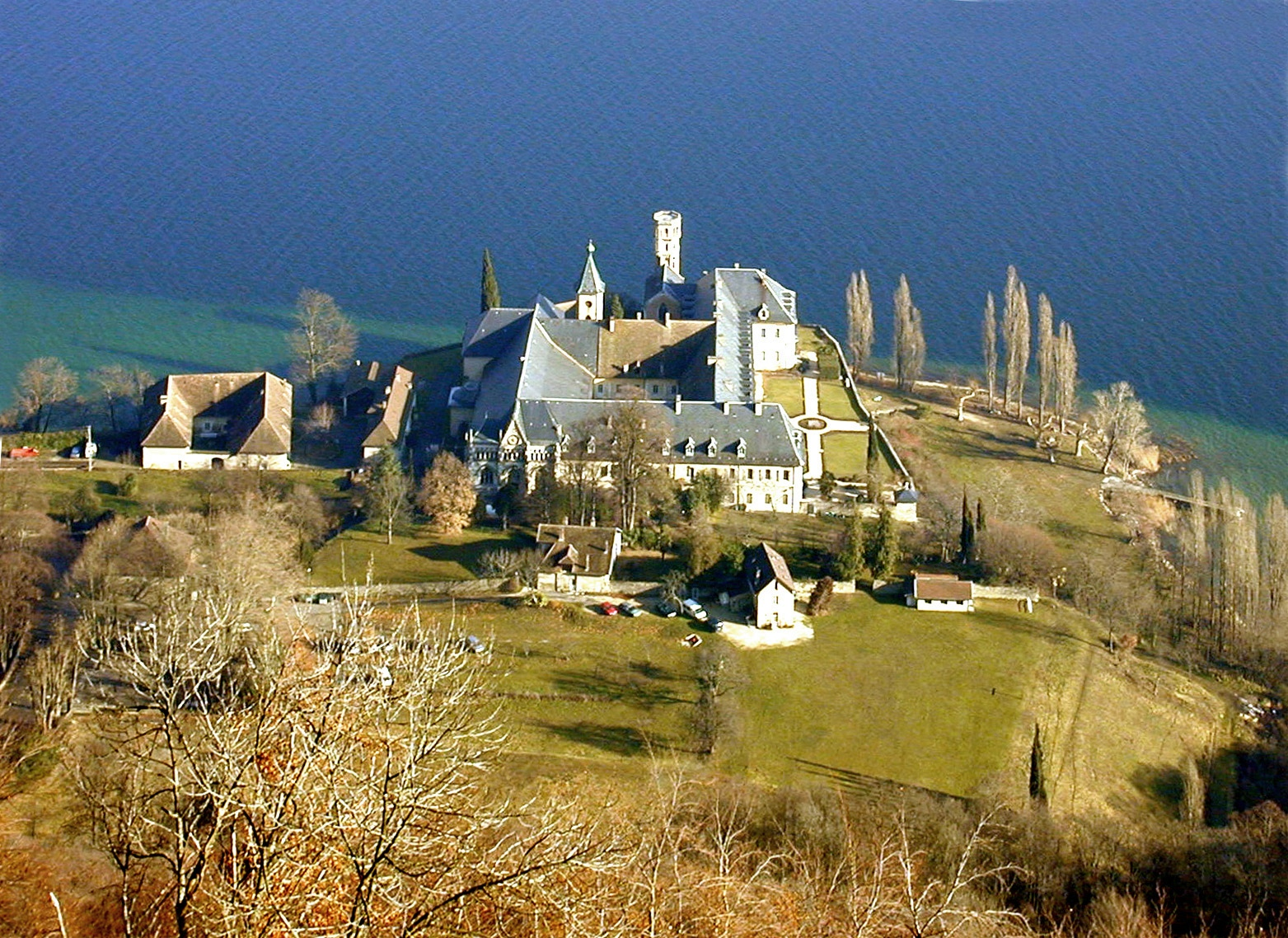
Abadia d'Hautecombe

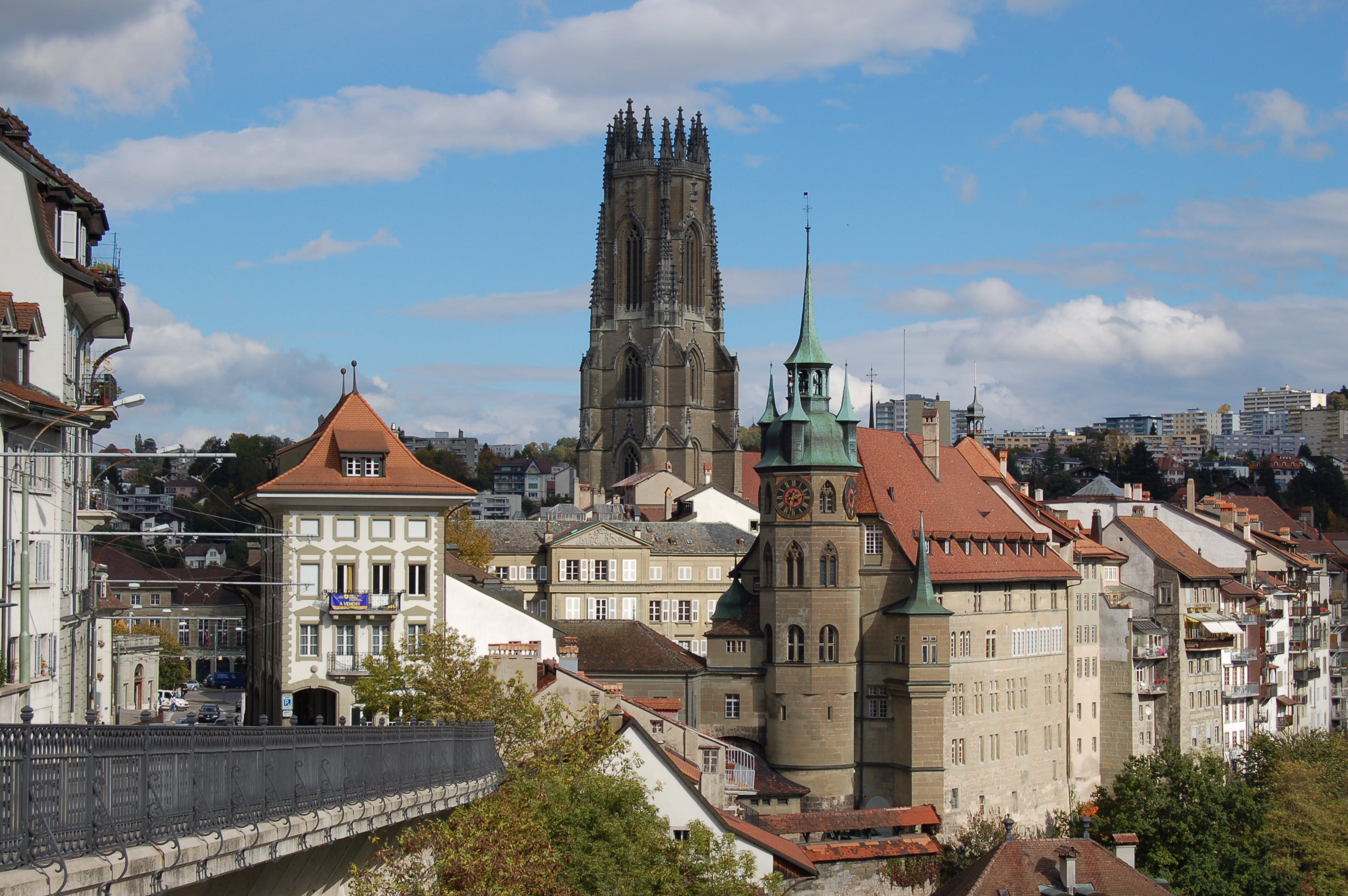
Friburg, amb la catedral Saint-Nicolas

Sembla que fou consagrat bisbe el 21 de gener de 1145. Aconseguí que la diòcesi fos protegida per l'emperador Conrad III i que el papa Eugeni III en confirmés els privilegis i donacions. En 1146, Amadeu assistí a l'assemblea que Conrad va convocar a Espira.
Cap al 1147, Amadeu III de Savoia, comte de Savoia, Aosta i Maurienne, volgué anar a la Segona Croada i demanà a Amadeu que en la seva absència governés les seves terres i fos tutor del seu fill Humbert; hagué d'enfrontar-se a l'intent d'ocupació per part d'un germà del comte. A més, hagué de combatre el comte Amadeu de Ginebra, que volia apoderar-se de Lausana i intentà assassinar el bisbe. En 1155, Frederic I del Sacre Imperi Romanogermànic va confirmar les possessions de l'església de Lausana i nomenà Amadeu canceller del regne de Borgonya.
Com a bisbe, fou molt estimat per l'atenció que tenia envers els desprotegits, especialment vídues i orfes, i pel sentit de la justícia. Sovint es retirava al castell de Chexbres, prop de Lausana, per fer-hi meditació i pregària en solitud. Molt devot de Santa Agnès de Roma i de la Mare de Déu, escrigué homilies i obres de devoció mariana, de les que se'n conserven vuit sermons, veritables tractats de mariologia. Forma part de la segona generació d'autors espirituals cistercencs.
En 1159 caigué malalt i morí al palau episcopal el 27 d'agost del mateix any. Fou enterrat a la catedral de Lausana.

## Veneració
Es creia que les seves restes havien estat traslladades a l'abadia de Hautecombe, però unes excavacions a Lausana el 1911 en trobaren els ossos, la mitra, l'anell i el bàcul episcopals. Les restes van ser guardades en un cofret i portades a la catedral de Friburg (Suïssa), ja que la catedral de Lausana s'havia convertit en catedral protestant i Friburg era la seu de la nova diòcesi catòlica de Lausana, Ginebra i Friburg.
Amadeu fou canonitzat en temps desconegut; en 1701 la Congregació de Ritus permeté recitar-ne l'ofici als cistercencs i el culte fou confirmat per Climent XI en 1710.